# カナダの河川の一覧
| カナダの主要河川図 |  | カナダの主要流域図 |
| カナダの主要河川図 |  | カナダの主要流域図 |

カナダの河川の一覧（カナダのかせんのいちらん）は、カナダを流れる主要な河川を記載した一覧。

## 長さ順の一覧
カナダ国内及びカナダとアメリカ合衆国に跨って流れる主要河川を長さ順に記載している。
掲載基準は長さが600km以上の河川とする。
| 長さ欄がこの色の川は全体がカナダ国内にない         |
| 流域面積欄がこの色の川は流域全体がカナダ国内にない |

| #  | 河川名                                | 河口/流入先 〔水系〕                          | 長さ (km)   | 流域面積 (km2) | 平均流量 (m3/s) | 画像 |
| -- | ------------------------------------- | --------------------------------------------- | ----------- | -------------- | --------------- | ---- |
| 1  | マッケンジー川                        | 北極海                                        | 4,241       | 1,805,200      | 9,700           |      |
| 2  | ユーコン川                            | 太平洋                                        | 3,185       | 839,200        | 2,300           |      |
| 3  | セントローレンス川                    | 大西洋                                        | 3,058       | 1,344,200      | 9,850           |      |
| 4  | ネルソン川                            | ハドソン湾                                    | 2,575       | 892,300        | 2,370           |      |
| 5  | スレーブ川                            | グレートスレーブ湖 〔マッケンジー川水系〕     | 2,338 (415) | 616,400        | n/a             |      |
| 6  | コロンビア川                          | 太平洋                                        | 2,000       | 671,300        | 2,790           |      |
| 7  | サスカチュワン川                      | ウィニペグ湖 〔ネルソン川水系〕               | 1,939       | 335,900        | 700             |      |
| 8  | ピース川                              | スレーブ川 〔マッケンジー川水系〕             | 1,923       | 302,500        | n/a             |      |
| 9  | チャーチル川 (ハドソン湾)             | ハドソン湾                                    | 1,609       | 281,300        | 1,200           |      |
| 10 | サウスサスカチュワン川                | サスカチュワン川 〔ネルソン川水系〕           | 1,392       | 146,100        | 280             |      |
| 11 | フレーザー川                          | 太平洋                                        | 1,370       | 233,100        | 3,540           |      |
| 12 | ノースサスカチュワン川                | サスカチュワン川 〔ネルソン川水系〕           | 1,287       | 122,800        | 245             |      |
| 13 | オタワ川                              | セントローレンス川 〔セントローレンス川水系〕 | 1,271       | 146,300        | 1,950           |      |
| 14 | アサバスカ川                          | アサバスカ湖 〔マッケンジー川水系〕           | 1,231       | 95,300         | n/a             |      |
| 15 | リアード川                            | マッケンジー川 〔マッケンジー川水系〕         | 1,115       | 277,100        | n/a             |      |
| 16 | アシニボイン川                        | レッド川 (ネルソン川水系) 〔ネルソン川水系〕  | 1,070       | 182,000        | 45              |      |
| 17 | ミルク川 (ミズーリ川支流)             | ミズーリ川 〔ミシシッピ川水系〕               | 1,005       | 61,200         | n/a             |      |
| 18 | オールバニー川                        | ジェームズ湾                                  | 982         | 135,200        | n/a             |      |
| 18 | セバーン川 (オンタリオ州北部)         | ハドソン湾                                    | 982         | 102,800        | n/a             |      |
| 20 | バック川                              | チャントレー湾                                | 974         | 106,500        | n/a             |      |
| 21 | セロン川                              | ベイカー湖 (ヌナブト準州)                     | 904         | 142,400        | 840             |      |
| 22 | ラ・グランド川 （ラグランデ川）       | ジェームズ湾                                  | 893         | 97,600         | 1,690           |      |
| 23 | レッド川 (ネルソン川水系)             | ウィニペグ湖 〔ネルソン川水系〕               | 877         | 287,500        | n/a             |      |
| 24 | コクソアク川 （コッコアク川）         | アンガヴァ湾                                  | 874         | 133,400        | 2,800           |      |
| 25 | チャーチル川 (大西洋)                 | メルビル湖                                    | 856         | 79,800         | 1,580           |      |
| 26 | コッパーマイン川 （カッパーマイン川） | コロネーション湾                              | 845         | n/a            | n/a             |      |
| 27 | ドゥボーント川                        | セロン川 〔セロン水系〕                       | 842         | 57,500         | n/a             |      |
| 28 | ウィニペグ川                          | ウィニペグ湖 〔ネルソン川水系〕               | 813         | 135,800        | n/a             |      |
| 29 | クートネー川                          | コロンビア川 〔コロンビア川水系〕             | 780         | 50,300         | 850             |      |
| 30 | ノッタウェイ川                        | ジェームズ湾                                  | 776         | 65,800         | 1,190           |      |
| 31 | ルペール川 （ルパート川）             | ジェームズ湾                                  | 763         | 43,400         | 900             |      |
| 32 | イーストメーン川                      | ジェームズ湾                                  | 756         | 46,400         | 930             |      |
| 33 | アタワピスカット川                    | ジェームズ湾                                  | 748         | 50,500         | n/a             |      |
| 34 | カザン川                              | ベイカー湖 (ヌナブト準州)                     | 732         | 71,500         | 540             |      |
| 35 | レッドディア川                        | サウスサスカチュワン川 〔ネルソン川水系〕     | 724         | 45,100         | 70              |      |
| 35 | グレートホエール川                    | ハドソン湾                                    | 724         | 42,700         | 680             |      |
| 37 | ポーキュパン川                        | ユーコン川 〔ユーコン川水系〕                 | 721         | 117,900        | n/a             |      |
| 38 | ヘイ川 (カナダ)                       | グレートスレーブ湖 〔マッケンジー川水系〕     | 702         | 48,200         | n/a             |      |
| 39 | サグネ川                              | セントローレンス川 〔セントローレンス川水系〕 | 698         | 88,000         | 1,750           |      |
| 40 | アンダーソン川                        | ボーフォート海                                | 692         | n/a            | n/a             |      |
| 41 | ピール川 (カナダ)                     | マッケンジー川 〔マッケンジー川水系〕         | 684         | 73,600         | n/a             |      |
| 41 | フェアフォード川                      | セント・マーティン湖 〔ネルソン川水系〕       | 684         | 80,300         | 60              |      |
| 43 | セントジョン川                        | ファンディ湾                                  | 673         | 55,200         | 1,130           |      |
| 44 | スチュワート川                        | ユーコン川 〔ユーコン川水系〕                 | 644         | 51,000         | n/a             |      |
| 45 | ホートン川                            | アムンゼン湾                                  | 618         | n/a            | n/a             |      |
| 46 | イングリッシュ川 (オンタリオ州)       | テトゥ湖 〔ネルソン川水系〕                   | 615         | 52,300         | n/a             |      |
| 47 | ペリー川                              | ユーコン川 〔ユーコン川水系〕                 | 608         | 51,000         | 410             |      |

出典：特に注記がない場合はNatural Resources Canada(NRCAN, 2010)による。補助的にWorldAtlas(2019)及びstatista(2021)を使用。

## 水系別の一覧
流路の全部または一部がカナダ国内を流れる主な河川を水系別に分類した一覧。
掲載基準はNatural Resources Canada(NRCAN, 2010)による。

### 太平洋

#### ユーコン川水系

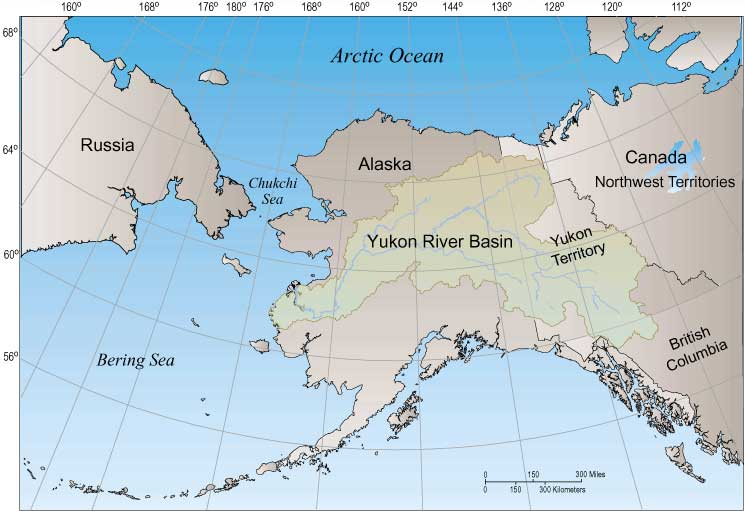
ユーコン川流域図

- ユーコン川
  - ポーキュパイン川（英語版）
  - スチュワート川（英語版）
  - ペリー川（英語版）
  - テスリン川（英語版）
  - ホワイト川（英語版）

#### コロンビア川水系

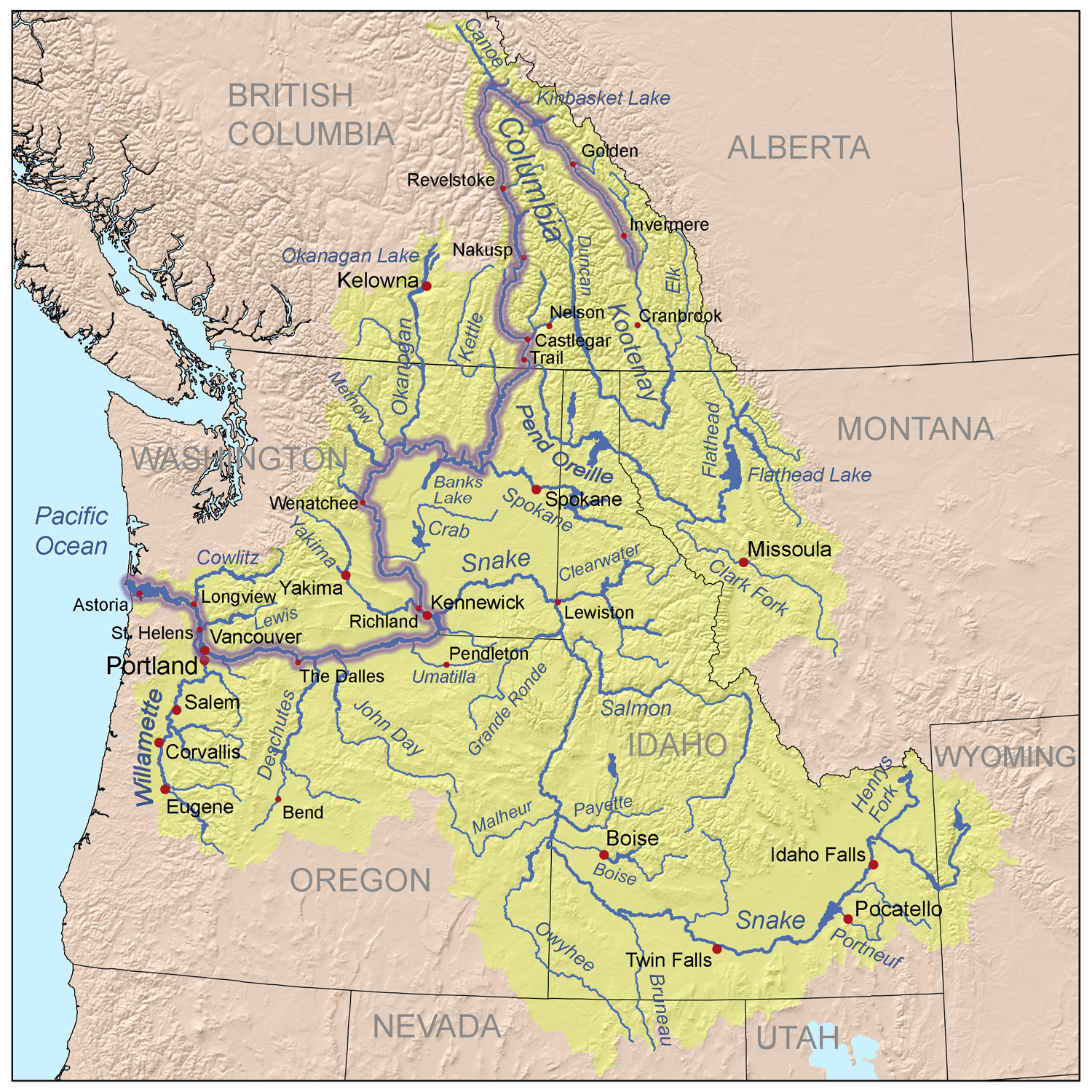
コロンビア川流域図

- コロンビア川
  - クートネー川
  - エルク川（英語版）
  - スロカン川（英語版）
  - ケトル川（英語版）
  - オカノガン川（英語版）（オカナガン川）
  - シミルカミーン川（英語版）

#### フレーザー川水系

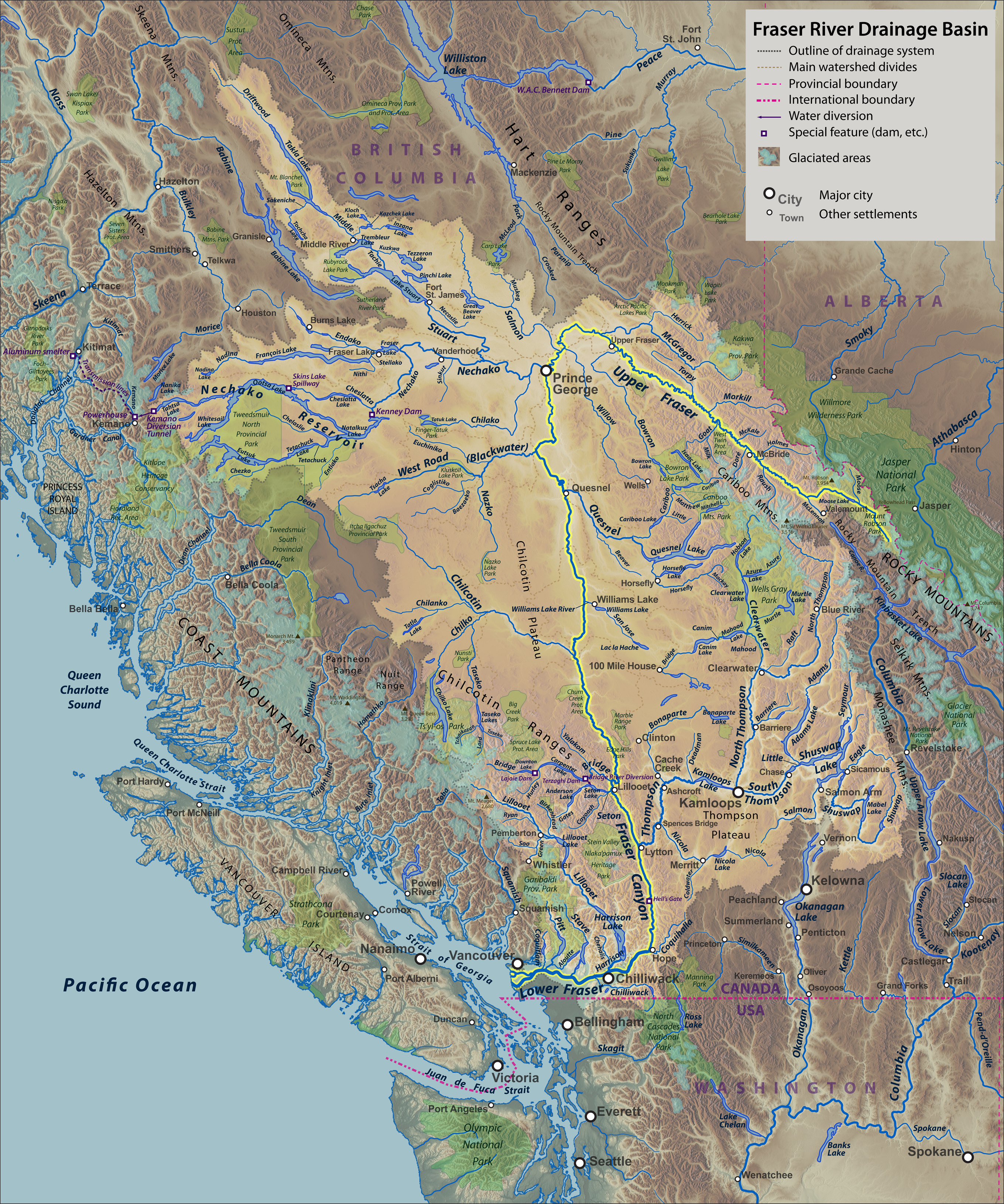
フレーザー川流域図

- フレーザー川
  - トンプソン川（英語版）
  - ノーストンプソン川（英語版）
  - サウストンプソン川（英語版）
  - シュスワップ川（英語版）（シャスワップ川）
  - ネチャコ川（英語版）
  - スチュアート川（英語版）
  - チルコティン川（英語版）
  - ケスネル川（英語版）
  - ハリソン川（英語版）
  - ブリッジ川（英語版）

#### スキーナ川水系

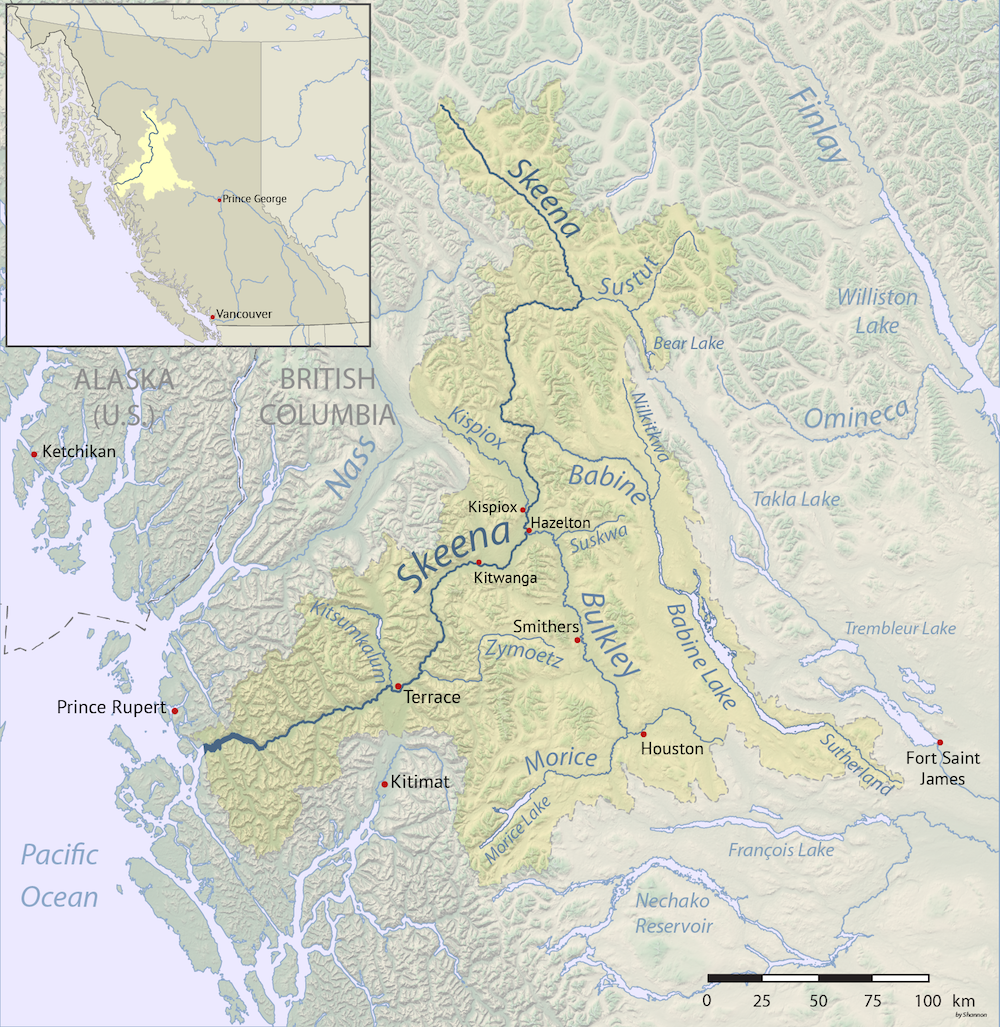
スキーナ川流域図

- スキーナ川（英語版）
  - バルクリー川（英語版）

#### スティキーン川水系
- スティキーン川（英語版）
  - イスカット川（英語版）

#### その他の水系
- タク川（英語版）
- ナス川（英語版）
- ホーマスコ川（英語版）

### 北極海

#### マッケンジー川水系

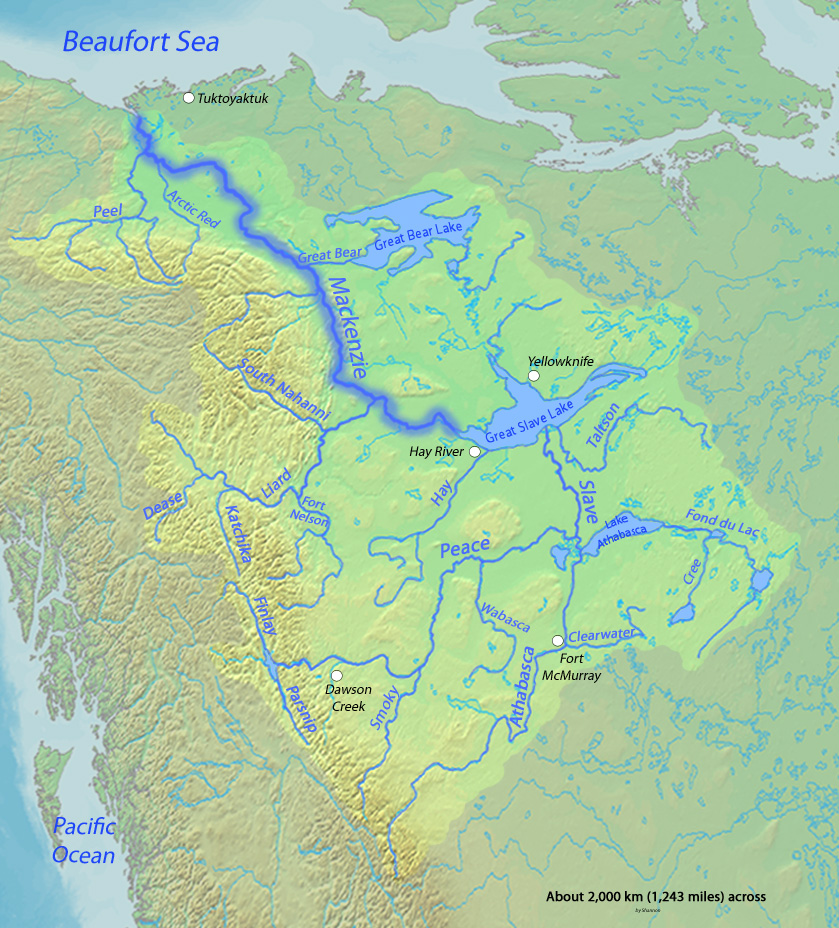
マッケンジー川流域図

- マッケンジー川
  - ピース川
  - スモーキー川
  - フィンレイ川（英語版）
  - パースニップ川（英語版）
  - アサバスカ川
  - ペンビーナ川（英語版）
  - リアード川
  - サウスナハニ川（英語版）
  - フォートネルソン川（英語版）
  - ペティートット川（英語版）（プティット川）
  - ヘイ川 (カナダ)
  - ピール川 (カナダ)
  - アークティックレッド川（英語版）
  - スレーブ川
  - フォンデュラク川（英語版）

#### その他の水系
- バック川（英語版）
- コッパーマイン川（英語版）
- アンダーソン川（英語版）
- ホートン川（英語版）

### ハドソン湾、ジェームズ湾、アンガヴァ湾

#### ネルソン川水系

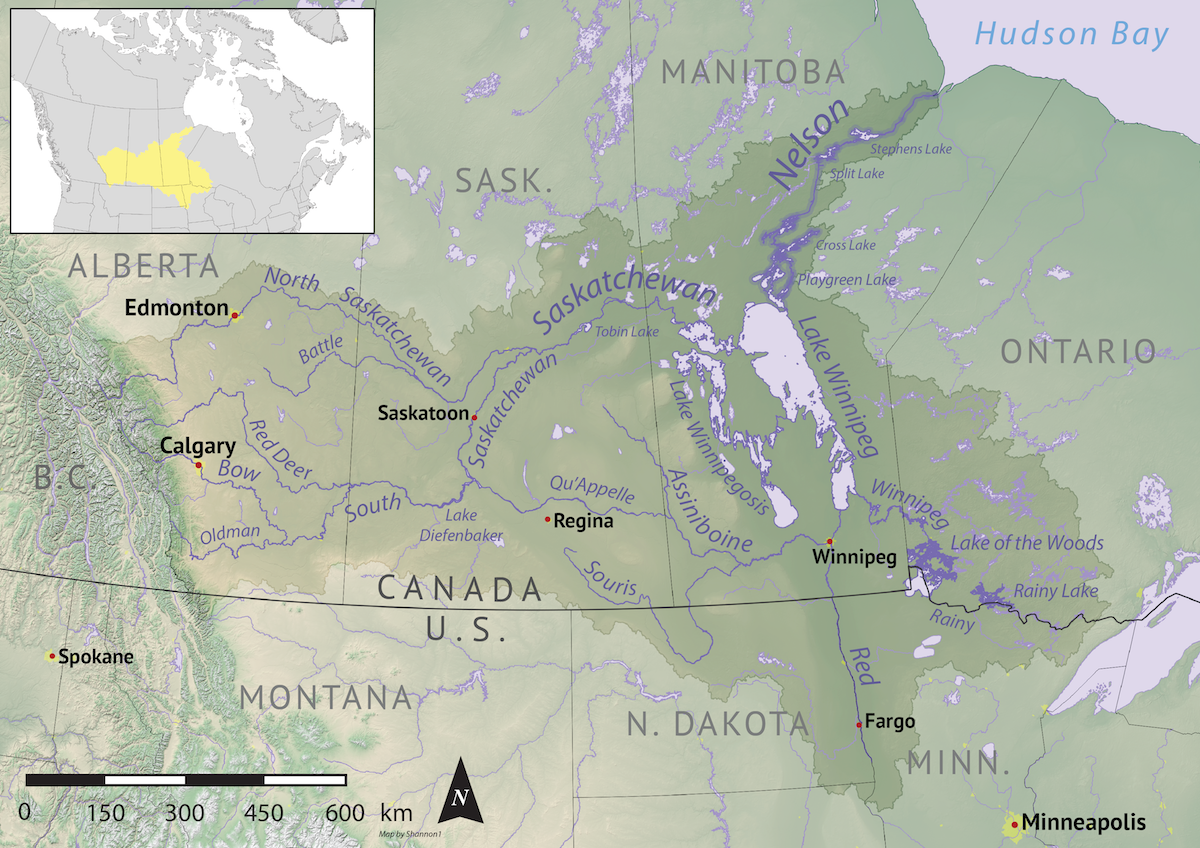
ネルソン川流域図

- ネルソン川
  - サスカチュワン川
  - サウスサスカチュワン川
  - レッドディア川
  - ボウ川
  - オールドマン川
  - ノースサスカチュワン川
  - バトル川
  - レッド川 (ネルソン川水系)
  - アシニボイン川（英語版）
  - ウィニペグ川
  - イングリッシュ川 (オンタリオ州)（英語版）
  - フェアフォード川（英語版）

#### チャーチル川水系

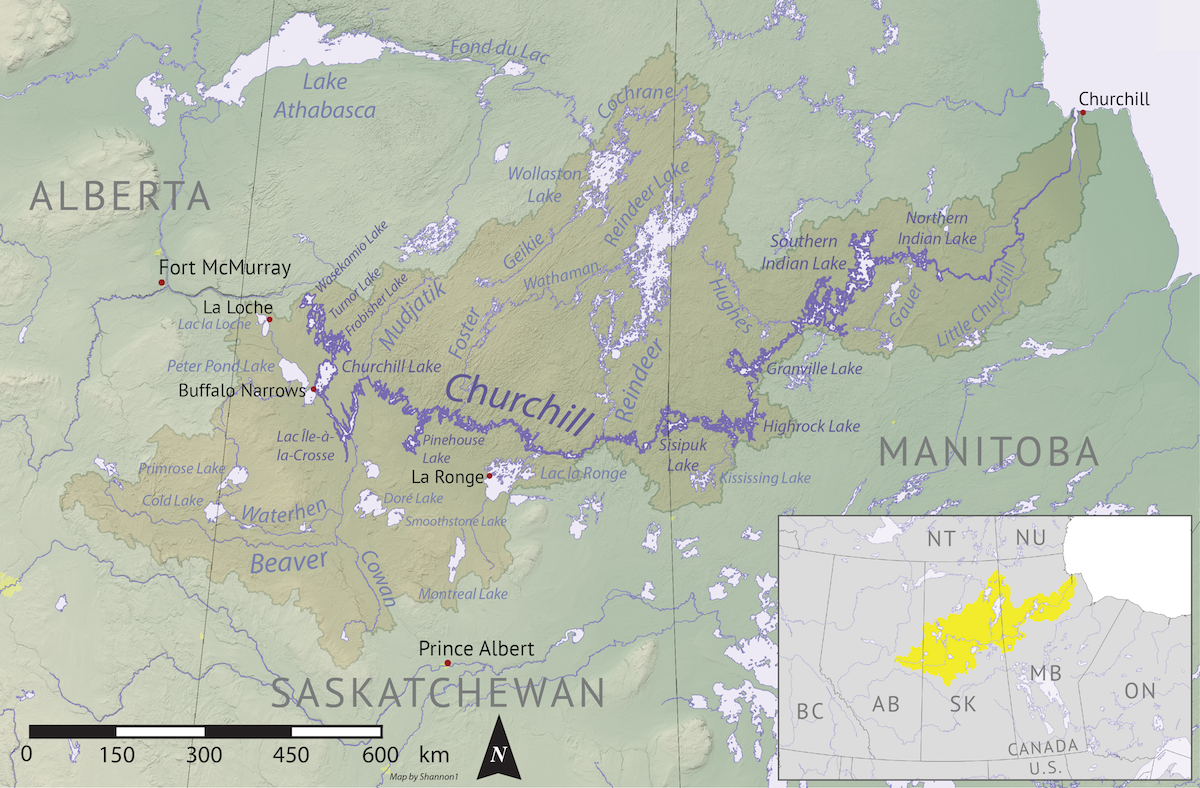
チャーチル川流域図

- チャーチル川 (ハドソン湾)
  - ビーバー川（英語版）

#### セロン川水系

セロン川流域図

- セロン川
  - ドゥボーント川（英語版）
  - カザン川（英語版）

#### ムース川水系
- ムース川
  - アビティビ川
  - マタガミ川（英語版）
  - ミシナイビ川（英語版）

#### その他の水系
- オールバニー川
- セバーン川 (オンタリオ州北部)
- ラ・グランド川（英語版）
- コクソアク川（英語版、フランス語版）
- ノッタウェイ川（英語版、フランス語版）
- ルペール川（英語版、フランス語版）
- イーストメーン川（英語版、フランス語版）
- アタワピスカット川（英語版）
- グレートホエール川（英語版、フランス語版）
- ジョージ川 (カナダ)（英語版、フランス語版）
- ハリカーナ川（英語版、フランス語版）
- ヘイズ川
- リーフ川（英語版、フランス語版）（フイユ川）
- ウィニスク川
- ブロードバック川（英語版、フランス語版）
- ホエール川（英語版、フランス語版）（バレーヌ川）
- ピュヴィニテュク川（英語版、フランス語版）
- イヌクジュアク川（フランス語版）（アンニュクシュアック川）
- リトルホエール川（英語版、フランス語版）
- アルノー川（英語版、フランス語版）
- ナスタポカ川（英語版、フランス語版）
- コガルク川（フランス語版）

### メキシコ湾

#### ミシシッピ川水系
- ミルク川 (ミズーリ川支流)（英語版）
- フレンチマン川（英語版）
- バトルクリーク川（英語版）
- ロッジ川(Lodge Creek)

### 大西洋

#### セントローレンス川水系

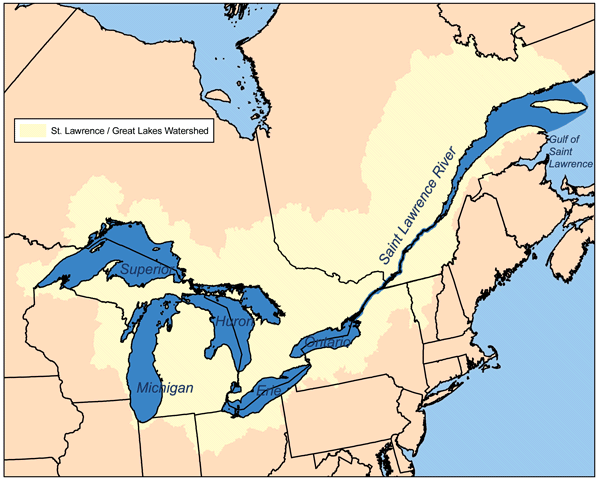
セントローレンス川流域図

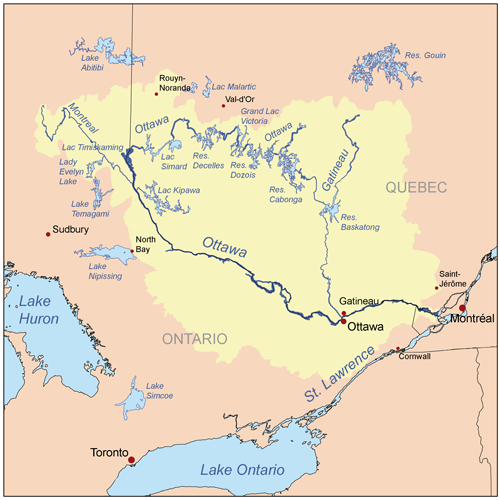
オタワ川流域図

- セントローレンス川
  - スペリオル湖
  - ニピゴン川（英語版）
  - ヒューロン湖
  - スパニッシュ川（英語版）
  - フレンチ川（英語版）
  - ミシサギ川（英語版）
  - ソージェン川（英語版）
  - セントクレア湖 (北米)
  - テムズ川 (オンタリオ州)（英語版）
  - エリー湖
  - グランド川（英語版）
  - オンタリオ湖
  - トレント川 (オンタリオ州)
  - モイラ川（英語版）
  - オタワ川
  - ガティノー川（英語版、フランス語版）
  - リエーヴル川（英語版、フランス語版）
  - マダワスカ川（英語版）
  - クーロンジュ川（英語版、フランス語版）
  - ペタワワ川（英語版）
  - ルージュ川（英語版、フランス語版）
  - ミシシッピ川 (オンタリオ州)（英語版）
  - サウスネーション川（英語版）
  - リドー川（英語版）
  - デュモイン川（英語版、フランス語版）
  - デュノール川（英語版、フランス語版）
  - プチネーション川（英語版、フランス語版）
  - サグネ川
  - ペリボンカ川（英語版、フランス語版）
  - ミスタシニ川（英語版、フランス語版）
  - アウアプミュアン川（英語版、フランス語版）
  - サンモーリス川（英語版、フランス語版）（セントモーリス川）
  - マタウィン川（英語版、フランス語版）
  - マニクアガン川（英語版、フランス語版）
  - ウタルド川（英語版、フランス語版）
  - ベイアミット川（英語版、フランス語版）
  - モワジー川（英語版、フランス語版）
  - サンフランソワ川（英語版、フランス語版）
  - ショーディエール川（英語版、フランス語版）
  - リシュリュー川

#### セントジョン川水系
- セントジョン川（英語版）
  - トビック川（英語版）

#### その他の水系
- チャーチル川 (大西洋)
- リトルメカティナ川（英語版、フランス語版）（プティ・メカティナ川）
- ロメーヌ川（英語版、フランス語版）（ロメイン川）
- ナタシュカン川（英語版、フランス語版）
- エクスプロイッツ川（英語版）
- イーグル川 (ラブラドール地方)(Eagle River)
- サン・トーギュスタン川（英語版、フランス語版）
- ナスカウピ川（英語版）（ナスコーピ川）
- ミラミチ川（英語版）
- ガンダー川（英語版）（ギャンダー川）
- ネピシグイ川（英語版）（ネピシグイット川）